# Пан Тун
Пан Тун (спрощ.: 庞统; кит. трад.: 龐統; піньїнь: páng tǒng; 179—214) — китайський державний діяч, стратег і військовик наприкінці династії Хань — початку періоду Саньго. Служив Лю Бею, засновнику династії Шу. Відомий під прізвиськом «Молодий фенікс». Посмертне ім'я — князь Цзінь.

## Біографія
Пан Тун походив з командирства Сян'ян. Початково був слугою Чжоу Юя, голови командирства Нань, але перейшов до Лю Бея, який керував провінцією Цзін. Займав низьку посаду голови повіту. За рекомендації Чжуге Ляна і Лу Су отримав посаду стратега і середнього генерала.
Брав участь в поході Лю Бея на провінцію І. Під час першої зустрічі з правителем провінції Лю Чжаном, запропонував Лю Бею отруїти його, але Лю Бей відхилив цей план. 
Під час боїв із армією Чжана Лю, який діяв за згодою Лю Чжана, запропонував Лю Бею захопити місто Ченду, Шугуань або повернутися в провінцію І. Лю Бей обрав другий план, здобув Шугуань і вбив Яна Хуая та Гао Пея, які обороняли цитадель.
Пан Тун не дожив до повного завоювання Лю Беєм провінції І. Він загинув під час штурму міста Лучен.